# بوب ألين (كرة سلة)
بوب ألين (بالإنجليزية: Bob Allen)‏ مواليد 16 يوليو 1946، هو لاعب كرة سلة أمريكي سابق. بدأ مسيرته الاحترافية في سنة 1968. تم اختياره من قبل فريق غولدن ستايت ووريورز خلال الدرافت. لعب في الرابطة الوطنية لكرة السلة. حمل الرقم 50. يبلغ طوله 6 قدم 9 بوصة (2.1 م). اعتزل اللعب في 1969.

## روابط خارجية
- بوب ألين على موقع إن بي أي (الإنجليزية)
- بوب ألين على موقع سبورتس رفرنس (الإنجليزية)
- بوب ألين على موقع كلية كرة السلة في سبورتس رفرنس.كوم (الإنجليزية)
- بوب ألين على موقع ريلجم (الإنجليزية)
- بوب ألين على موقع بروبوليرز (الإنجليزية)